# Kaş
Kaş là một huyện thuộc tỉnh Antalya, Thổ Nhĩ Kỳ. Huyện có diện tích 1867 km² và dân số thời điểm năm 2007 là 49629 người, mật độ 27 người/km².